# Gueytes-et-Labastide
Gueytes-et-Labastide (en occitano y catalán Guèitas e La Bastida) era una comuna francesa situada en el departamento de Aude, de la región de Occitania, que el 1 de enero de 2016 pasó a ser una comuna delegada de la comuna nueva de Val-de-Lambronne al fusionarse con la comuna de Caudeval.

## Demografía
| Gráfica de evolución demográfica de Gueytes-et-Labastide entre 1800 y 2013 |
|                                                                            |

Los datos demográficos contemplados en este gráfico de la comuna de Gueytes-et-Labastide se han cogido de 1800 a 1999 de la página francesa EHESS/Cassini, y los demás datos de la página del INSEE.